# Влад Дарвін
Влад Дарвін (справжнє ім'я Владислав Приходько; нар. 19 липня 1986, Київ, Українська РСР) — український співак, автор пісень, продюсер. Учасник популярного телевізійного шоу «Фабрика зірок 2» (2008).
Пісні його авторства увійшли до репертуару Тіни Кароль, Alyosha, Наталії Могилевської, та інших відомих українських співаків.

## Біографія

### Ранні роки
Народився 19 липня 1986 в Києві.
У дитинстві грав на фортепіано. В 5 років він самостійно на слух вмів підбирати популярні мелодії. Батьки віддали його в музичну школу. Викладач по композиції виділив Владислава серед інших учнів курсу та дозволив займатися за особливою програмою. Його пісні ставали хітами шкільних концертів, районних свят, конкурсів молодих виконавців.
У юному віці Влад не мріяв про кар'єру артиста, а музику сприймав як хобі.
У 2003 році закінчив з відзнакою престижний ліцей та поступив до Інституту міжнародних відносин при КНУ ім. Т. Г. Шевченка
Після 6 років навчання у виші став фахівцем в області міжнародної інформації та готувався почати кар'єру в Міністерстві закордонних справ.

### 2008—2010:«Фабрика зірок»2
Влітку 2008 року зустрівся з кумиром дитинства — Наталею Могилевською. Деякі з написаних Владом пісень увійшли до репертуару співачки.
Музичну кар'єру почав в 2008 року з участі в телевізійному проекті «Фабрика зірок 2» (Україна). На шоу народився сценічний псевдонім артиста «Влад Дарвін». Після закінчення проекту працював над альбомом Наталії Могилевської.
Восени 2009 року він стає фронтменом гурту Darwin. 12 жовтня 2009 року — офіційна дата народження групи Darwin і дата презентації першої концертної програми «Музика стихії» в київському дельфінарії «Немо».
У 2009 році було представлено його перший кліп на пісню «Зелена фея» [Архівовано 3 вересня 2010 у Wayback Machine.].
В 2010 вийшов дебютний альбом Влада — «Шлях відкритий» та відбувся тур по містах України.
10 вересня 2010 в Youtube на офіційній сторінці співака було опубліковано кліп «Гоа» , а 16 листопада — музичне відео «Йога або спирт».

### 2011—2014: «Ти— найкраща»
В 2011 Влад записав дует з українською співачкою Alyosha на пісню «Ти — найкраща» (в рос. версії — «Смысл жизни»), яка приносить її автору нагороди: «Композитор року», «Радіо-хіт року» («Кришталевий мікрофон»), Всеукраїнський рекорд по завантаженню та ротацій на радіостанціях. за 2 тижні стала лідером зведеного радіочарту України і протрималася на першому місці 26 тижнів поспіль.
В 2013 році Влад Дарвін заявлений відразу в чотирьох номінаціях на Першій музичної премії YUNA: «Найкращий композитор», «Найкращий автор слів», «Співак року» і «Дует року» (разом з Alyosha). Він одержав перемогу в останній номінації за пісню «Ти — найкраща» . В цьому році відбулася презентація концертної програми «Сенс життя» і випуск однойменного альбому. Влад стає посланцем «Червоної Стрічки» ООН.
В 2013 вийшли кліпи «Три сестри», «Вітрила» («Unbroken») (feat. Dara). Влад співпрацює з Тіною Кароль та пише слова та музику до її пісні «Життя триває» (рос. «Жизнь продолжается»). На 2-гій церемонії музичної премії YUNA Влад представлений у трьох номінаціях: «найкращий композитор», «найкращий автор слів», «Співак року».

### 2015—2018: «Турбулентність ясного неба»
В 2018 році Влад Дарвін починає активно працювати на студії, пише пісні для себе та для колег по сцені, займається саундпродюсуванням, опікується роботою аранжувальників, звукорежисерів і музикантів, контролює і редагує записи вокальних партій, дає приватні консультації для починаючих артистів.
11 червня 2018 року вийшов міні-альбом Влада «Турбулентність ясного неба», в який увійшло 5 композицій.

### 2019—2020:«Золота середина»
17 жовтня 2019 році Влад разом зі співачкою Alyosha оголосили про дату презентації свого нового спільного альбому «Золота середина». Презентація відбулася в форматі Press-bedroom в готелі HYATT Regency Kyiv. Перед журналістами відбулося закрите прослуховування дуетного альбому за місяць до його офіційного релізу і допрем’єрний показ музичного відео на перший сингл «Пірнай».
|                  | Мені не віриться, що минуло майже два роки з того дня, коли ми з Alyosha почали працювати над альбомом «Золота середина». Він вийшов дуже інтимним. І коли наступив момент ділитися новою музикою із слухачами, ми зрозуміли, що хочемо вперше представити альбом саме в камерній атмосфері. Так і народилася концепція арт-перформансу. Формат заходу так сподобався гостям, що ми вже думаємо над тим, чи не розвивати цю ідею далі, |
| — розказав Влад. | |

У 2020 році започаткував власне шоу "PRO: WIDER" на YouTube. Це серія інтерв'ю, де гостями Влада стали успішні і визнані професіонали з різних сфер з багаторічним досвідом роботи: Наталля Холоденко, Роман Муха та інші.
У 2020 році, за даними TopHit, Vlad Darwin мав 285 053 ефіри на українських радіостанціях.

## Родина та особисте життя
Дружина: Христина Марті
Син: Рональд ( род. травень 2021)

## Пісні з репертуру інших артистів, написані Владом Дарвіном
- «Перечекати» — Тіна Кароль
- «Любовь это» — Ані Лорак
- «Жизнь продолжается» — Тіна Кароль
- «Троянди» — Влад Дарвін та Альоша
- «Обнять. Плакать. Целовать» — Наталія Могилевська
- «Гении» — Наталія Могилевська[11]

## Позиція щодо квот україномовним пісням
8 листопада 2016 року був затверджений закон України щодо надання квот україномовним пісням. Про свою позицію, як автор пісень, в одному з інтерв'ю розказав і Влад.
|                   | Як автор, узагалі не реагую на квоти. Попит на україномовні пісні справді збільшився. Але коли я відчуваю, що артист просить пісню українською зі стратегічних міркувань, то будь-яке бажання подібної співпраці зникає. Українська мова не терпить фальшу. Усе, що штучно створено або перекладено на українську мову, звучить незграбно і непереконливо |
| — пояснює Дарвін. | |

## Відзнаки

### У якості співака
| Рік  | Премія               | Номінація             | Результат | Примітка                                      | Дж.    |
| ---- | -------------------- | --------------------- | --------- | --------------------------------------------- | ------ |
| 2013 | YUNA                 | Найкращий виконавець  | Номінація |                                               | [ 14 ] |
| 2013 | YUNA                 | Найкращий дует        | Перемога  | Alyosha та Влад Дарвін — «Смысл жизни» (рос.) | [ 15 ] |
| 2014 | YUNA                 | Найкращий виконавець  | Номінація |                                               | [ 16 ] |
| 2020 | Золота Жар-птиця     | Балада року           | Номінація | Alyosha та Влад Дарвін — «Пірнай»             |        |
| 2020 | Top Hit Music Awards | Радіо повернення року | Перемога  |                                               |        |

### У якості автора пісні
Пісні, написані Владом, неодноразово перемагали в українських музичних преміях: YUNA, M1 Music Award та «Золота жар-птиця».
| Рік  | Премія | Номінація            | Результат | Дж.    |
| ---- | ------ | -------------------- | --------- | ------ |
| 2013 | YUNA   | Найкращий автор слів | Номінація | [ 14 ] |
| 2014 | YUNA   | Найкращий автор слів | Номінація | [ 16 ] |

### У якості композитора
| Рік  | Премія | Номінація            | Результат | Дж.    |
| ---- | ------ | -------------------- | --------- | ------ |
| 2013 | YUNA   | Найкращий композитор | Номінація | [ 14 ] |
| 2014 | YUNA   | Найкращий композитор | Номінація | [ 16 ] |